# Список зданий и сооружений Торгового городка
Список включает в себя здания, сооружения и малые архитектурные формы Торгового городка — памятника архитектуры Рязанской области, построенного в 1955 году в городе Рязани для Областной сельскохозяйственной, промышленной и строительной выставки.

## Аллеи, площади и пространства
Аллеи
- Главная аллея
- Восточная аллея
- Западная аллея
- Главная аллея сада юннатов

Площади
- Главная площадь
- Фестивальная площадь
- Центральная площадь
- Площадь техники
- Строительная площадь
- Южная площадь

Пространства
- Аттракционы
- Сад юннатов
- Животноводческий двор
- Ипподром

## Входы
| Изображение | Название                       | Переименования | Авторы                                | Даты постройки и перестройки |
| ----------- | ------------------------------ | -------------- | ------------------------------------- | ---------------------------- |
|             | Пропилеи Главного входа        | -              | -                                     | 1954, 2023                   |
|             | Центральный вход в Сад юннатов | -              | Рязанское строительное управление № 2 | 1959                         |

## Павильоны
| Изображение | №  | Название                                         | Переименования                                                                                 | Строитель                                            | Современное состояние                                                   | Даты постройки и перестройки |
| ----------- | -- | ------------------------------------------------ | ---------------------------------------------------------------------------------------------- | ---------------------------------------------------- | ----------------------------------------------------------------------- | ---------------------------- |
|             | 1  | Рязань                                           | 1955-1959 — Главный павильон                                                                   | Рязанское строительное управление № 2                | Фудкорт рязанских рестораторов                                          | 1955, 1970, 2023             |
|             | 2  | Рязань — селу                                    | Вероятно, в 1957-1959 — «Уголь»                                                                | Рязанский городской ремонтно-строительный трест      | Кафе «Городок»                                                          | 1955, 2023                   |
|             | 3  | Промышленность и промкооперация                  | 1955-1959 — Промышленность и промкооперация 1959-1970 — Горхоз 1970-1992 — Гастроном «Ветерок» | -                                                    | В процессе реконструкции                                                | 1955, 1970, 2023             |
|             | 4  | Картофель и овощи                                | -                                                                                              | Трест «Октябрьшахтстрой» (г. Скопин)                 | В процессе реконструкции                                                | 1955, 2023                   |
|             | 5  | Животноводство                                   | -                                                                                              | Рязанский нефтеперерабатывающий завод                | В процессе реконструкции                                                | 1955                         |
|             | 6  | Технические культуры                             | -                                                                                              | Рязанский радиозавод                                 | В процессе реконструкции                                                | 1955, 2023                   |
|             | 7  | Садоводство и пчеловодство                       | -                                                                                              | -                                                    | Химчистка «Мартини»                                                     | 1955, 2010, 2023             |
|             | 8  | Мещера                                           | 1959-1961 — Водное хозяйство, 1961—1964 — Мещера, C 1964 — Культтовары                         | Рязанский завод счётно-аналитических машин           | В процессе реконструкции                                                | 1955, 2023                   |
|             | 9  | Наука                                            | 1959—1992 — Высшее образование и наука, С 1992 — Магазин-Салон                                 | Рязанский электроламповый завод                      | Художественный салон                                                    | 1955, 1992, 2023             |
|             | 10 | Лёгкая и пищевая промышленность                  | 1955-1957 — Лёгкая промышленность. Промышленность продтоваров С 1957 — Районы                  | -                                                    | Центр «Прошлое, настоящее и будущее» Музея истории молодёжного движения | 1955, 2024                   |
|             | 11 | Районы                                           | -                                                                                              | -                                                    | Музей кофе «Bravos»                                                     | 1955, 2024                   |
|             | 12 | Мясомолочная промышленность                      | -                                                                                              | -                                                    | В процессе реконструкции                                                | 1955, 2023                   |
|             | 13 | Крахмалопаточная и спиртовая промышленность      | -                                                                                              | -                                                    | В процессе реконструкции                                                | 1955, 2023                   |
|             | 14 | Лекторий. Культура                               | -                                                                                              | Рязанский шпалопропиточный завод                     | В процессе рекоснтрукции                                                | 1955, 2023                   |
|             | 15 | Машиностроение и радиотехническая промышленность | -                                                                                              | Отделение Многофункционального центра услуг          | Рязанский завод керамический труб                                       | 1955, 2023                   |
|             | 16 | Рыбное хозяйство                                 | -                                                                                              | -                                                    | -                                                                       | 1955                         |
|             | 17 | Строительство и стройматериалы                   | -                                                                                              | Рязанский завод сельскохозяйственного машиностроения | В процессе реконструкции                                                | 1955, 2023                   |
|             | 18 | Лесное хозяйство                                 | -                                                                                              | -                                                    | В процессе реконструкции                                                | 1955, 2001                   |
|             | 19 | Совхозы                                          | -                                                                                              | -                                                    | В процессе реконструкции                                                | 1955, 2023                   |
|             | 20 | Ресторан                                         | -                                                                                              | -                                                    | Не сохранился                                                           | 1955                         |
|             | 21 | Местная и топливная промышленность               | -                                                                                              | -                                                    | Не сохранился                                                           | 1955                         |
|             | 22 | Транспорт и связь                                | -                                                                                              | -                                                    | -                                                                       | -                            |
|             | 23 | Облпотребсоюз                                    | -                                                                                              | -                                                    | Резиденция традиций                                                     | 1955, 2023                   |
|             | 24 | Механизация и электрификация                     | С 1970 — Приокский автовокзал                                                                  | Строительный трест № 11                              | Приокский автовокзал                                                    | 1955, 1970, 2012, 2024       |
|             | 25 | Зерно                                            | -                                                                                              | -                                                    | В процессе реконструкции                                                | 1955                         |
|             | 26 | Неизвестный павильон                             | -                                                                                              | -                                                    | Не был построен                                                         |                              |
|             | -  | Станция юннатов                                  | -                                                                                              | Рязанское строительное управление № 2                | Городская Станция юннатов                                               | 1959                         |

## Сооружения
| Изображение | Название            | Строитель | Современное состояние                                 | Даты постройки и перестройки |
| ----------- | ------------------- | --------- | ----------------------------------------------------- | ---------------------------- |
|             | Конюшня             | -         | Производственный цех строительного предприятия        | 1955                         |
|             | Коровник            | -         | Производственный цех                                  | 1955                         |
|             | Свинарник           | -         | Производственный цех                                  | 1955                         |
|             | Птичник             | -         | Производственный цех                                  | 1955                         |
|             | Кормовая кухня      | -         | Производственный цех                                  | 1955                         |
|             | Силосные башни      | -         | Не сохранились                                        | 1955                         |
|             | Ветрогенератор      | -         | Не сохранился                                         | 1955                         |
|             | Водозаборная башня  | -         | Не сохранилась                                        | 1955                         |
|             | Ипподром            | -         | Стрелковый стадион на территории Приокского лесопарка | 1955                         |
|             | Малый выводной круг | -         | Не сохранился                                         | 1955                         |

## Малые архитектурные формы
| Изображение | Название                        | Строитель | Современное состояние            | Даты постройки и перестройки |
| ----------- | ------------------------------- | --------- | -------------------------------- | ---------------------------- |
|             | Флагшток                        | -         | Не сохранился                    | 1955                         |
|             | Бассейн для рыбы                | -         | Не сохранился                    | 1956                         |
|             | Бассейн для водоплавающей птицы | -         | Не сохранился                    | 1956                         |
|             | Скульптура советской семьи      | -         | Утрачена                         | 1955                         |
|             | Скульптура рабочего             | -         | Найдена в повреждённом состоянии | 1955                         |
|             | Скульптура колхозницы           | -         | Не сохранилась                   | 1955                         |
|             | Скульптура шахтёра              | -         | Найдена в повреждённом состоянии | 1956                         |
|             | Скульптура женщины с корзиной   | -         | Не сохранилась                   | 1956                         |
|             | Скульптура студента             | -         | Не сохранилась                   | 1956                         |
|             | Скульптура студентки            | -         | Не сохранилась                   | 1956                         |
|             | Скульптура лосей                | -         | Не сохранилась                   | 1955                         |
|             | Скульптура оленя                | -         | Не сохранилась                   | 1955                         |

## Озеленение
Элементы оригинального озеленения, спроектированного в 1955—1959 годах ландшафтными архитекторами «Рязаньоблпроекта» и высаженного на территории комплекса работниками областных лесхозов и рязанского треста зелёного хозяйства под руководством потомственного садовода Константин Павлович Исаев, под руководством которого были разбиты все городские парки в 1930—1950-х годах.
- Восточный цветочный партер (к востоку от Главного павильона)
- Западный цветочный партер (к западу от Главного павильона)
- Главный цветник (на Главной аллее комплекса)
- Фруктовый сад им. И. В. Мичурина (На территории Сада юннатов)
- Дендрарий (рядом с павильоном «Лесное хозяйство»)

Деревья:
- Липа — 150 шт.
- Клён остролистный — 250 шт.
- Ясень — 100 шт.
- Тополь — 250 шт.
- Ель серебристая — 100 шт.
- Рябина — 50 шт.
- Вяз — 30 шт.
- Береза — 30 шт.
- Дуб − 30 шт.
- Ива — 40 шт.
- Черемуха — 10 шт.
- Ель обыкновенная − 30 шт.
- Лиственница — 20 30 шт.
- Белая акация — 400 30 шт.
- Бархат амурский — 20 30 шт.
- Орех серый − 20 30 шт.
- Клен татарский — 20 30 шт.
- Каштан — 20 30 шт.

Всего 2000 деревьев
Кустарники:
- Желтая акация — 1500 30 шт.
- Сирень — 450 30 шт.
- Майское дерево — 350 30 шт.
- Кизильник — 100 30 шт.
- Боярышник — 3000 30 шт.
- Сморожина серебристая — 100 30 шт.
- Жимолость — 500 30 шт.
- Спирея — 1000 30 шт. (в том числе, 500 кустов спиреи калинолистной)
- Роза ругоза − 150 30 шт.
- Шиповник — 500 30 шт.
- Роза мелколистная — 250 30 шт.
- Жасмин — 100 30 шт.

Всего 12 000 кустарников.